# Calculating Infinity
Calculating Infinity (с англ. — «Расчёт бесконечности») — дебютный студийный альбом американской металкор-группы The Dillinger Escape Plan, выпущенный 28 сентября 1999 года на лейбле Relapse Records. Альбом был записан в студии Trax East в городе Саут-Ривер, штат Нью-Джерси и спродюсирован звукорежиссёром Стивеном Эветсом и членами самой группы: гитаристом Беном Вейнманом и барабанщиком Крисом Пенни. Это единственный альбом группы, в записи которого участвовал вокалист Дмитрий Минакакис (он покинул состав The Dillinger Escape Plan в 2001 году).
Реакция СМИ на Calculating Infinity была положительной; критики хвалили агрессивное звучание альбома, а также сложные аранжировки и инструментальную работу. Несколько публикаций выделили его как знаковый релиз в каталоге The Dillinger Escape Plan, а также в хардкор-панк- и хэви-метал-среде в целом. Критики также приписывали влияние альбома на музыкальные жанры и на звучание нескольких последующих групп. Классифицируя жанр пластинки как хардкор-панк, его звучание также причисляют к таким направлениям, как металкор, авангардный метал и грайндкор; также он считается как один из первых маткор-альбомов. Его лирические темы в основном вращаются вокруг неудачных отношений и неуверенности в себе. К 2013 году Calculating Infinity разошёлся тиражом более 100 000 экземпляров по всему миру.

## Предыстория
В 1998 году группа сочинила и записала мини-альбом под названием Under the Running Board. В этот период времени The Dillinger Escape Plan приобрели известность на хардкор-панк сцене благодаря интенсивности своих выступлений: они становились всё более дикими и довольно неистовыми. Эти особенности, а также творческий и технический подход к своей музыке привели к тому, что руководитель звукозаписывающей компании Relapse Records предложил группе контракт на несколько альбомов. Вскоре после выхода EP группу покидает ритм-гитарист Джон Фултон: он сосредоточился на изучении компьютерного программирования.

## Производство и запись

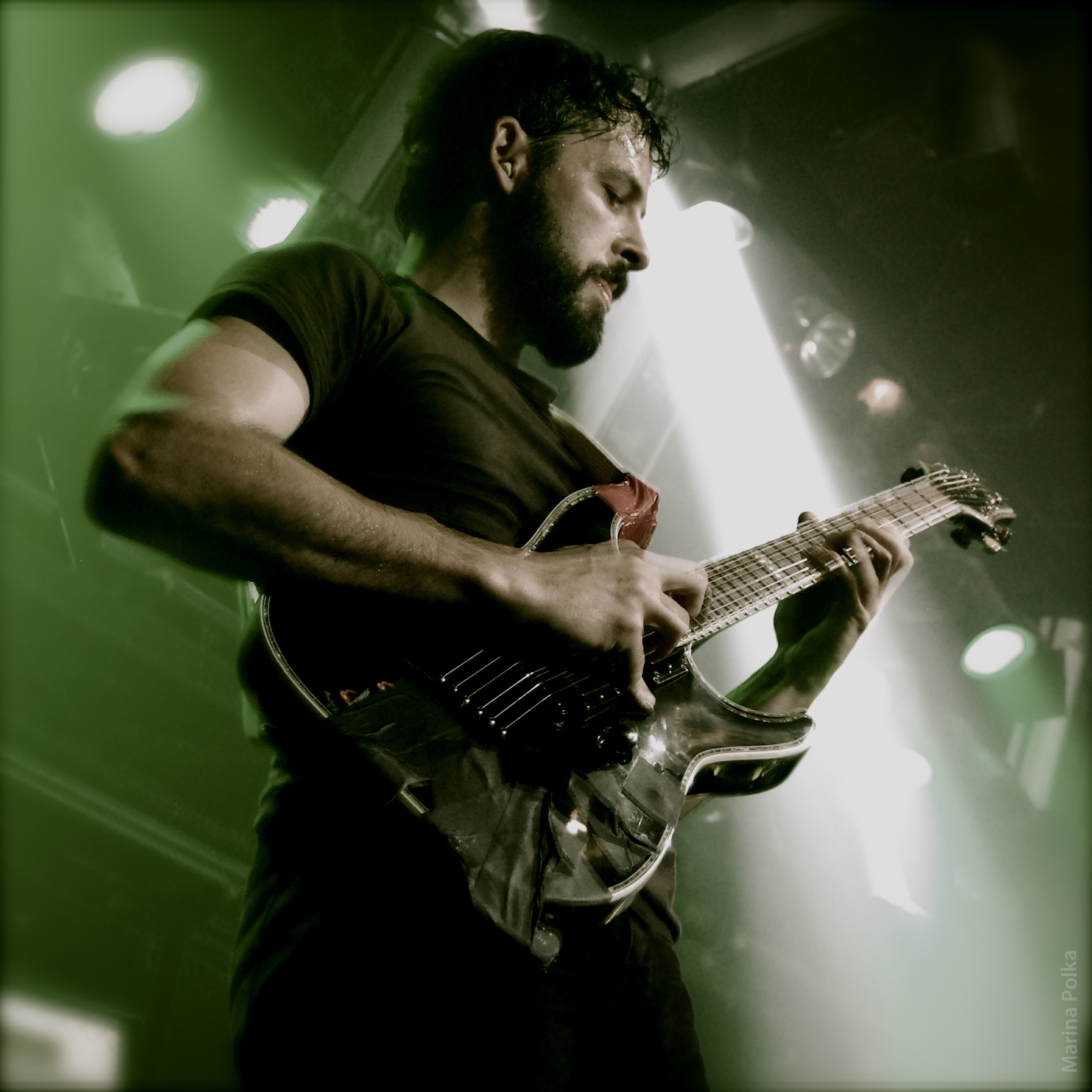
Бен Вейнман

Запись Calculating Infinity проходила в марте, апреле и июне месяцах 1999 года в студии Trax East Recording Studio в городе Саут-Ривер, штат Нью-Джерси, под руководством Стива Эветтса вместе с ведущим гитаристом группы Беном Вейнманом и барабанщиком Крисом Пенни. Процесс записи был описан Вейнманом как «чрезвычайно сложным» из-за технологических ограничений, и в результате получился альбом, с которым он изначально чувствовал себя «очень несчастным». В интервью журналу Decibel гитарист добавил: «В студии было действительно трудно, потому что в то время мы не пользовались программой Pro Tools и всё записывали на плёнку». У группы также закончились деньги во время этого процесса, и она решила продать свои индивидуальные права на публикацию песен своему лейблу Relapse Records в обмен на 2000 долларов для завершения записи. Говоря о своём решении, Вейнман прокомментировал: «Мы думали не о будущем, а только о настоящем и о том, какой эта пластинка должна быть крутой»; вокалист Дмитрий Минакакис согласился: «Мы не были сосредоточены на том, что может сделать пластинка; мы просто хотели такую пластинку, которой мы были бы довольны», добавив, что это было решение, согласованное между всеми членами группы.
Оригинальный басист группы Адам Долл не смог внести свой вклад в запись Calculating Infinity после того, как незадолго до начала записи он получил перелом позвоночника в ДТП, что вынудило гитариста Бена Вейнмана взять на себя все обязанности гитариста и бас-гитариста. В интервью для журнала Kerrang!, говоря о травме Долла, Вейнман описал её как «момент, изменивший жизнь» группы, добавив следующее: «Было трудно думать о том, чтобы двигаться дальше, но я чувствовал, что он поправится, и хотел сделать что-то, к чему он мог бы вернуться». Ритм-гитарист Брайан Бенуа присоединился к группе ещё на полпути в процессе записи и внёс дополнительные гитарные партии в записи нескольких треков, а также написал гитарную партию в песне «Clip the Apex… Accept Instruction» и помог в вокальных аранжировках «Variations on a Cocktail Dress». Когда его спросили, не собирается ли группа отложить запись альбома до тех пор, пока Бенуа не будет «полностью взят» в группу, Вейнман ответил: «Идея была… для нас, чтобы прогрессировать и опираться на то, что мы сделали, а не останавливать наше продвижение, ожидая, пока кто-то другой догонит нас»; Бенуа также прокомментировал: «Я знал свою роль, которая была на высоте во время живых выступлений».

## Выпуск и продвижение

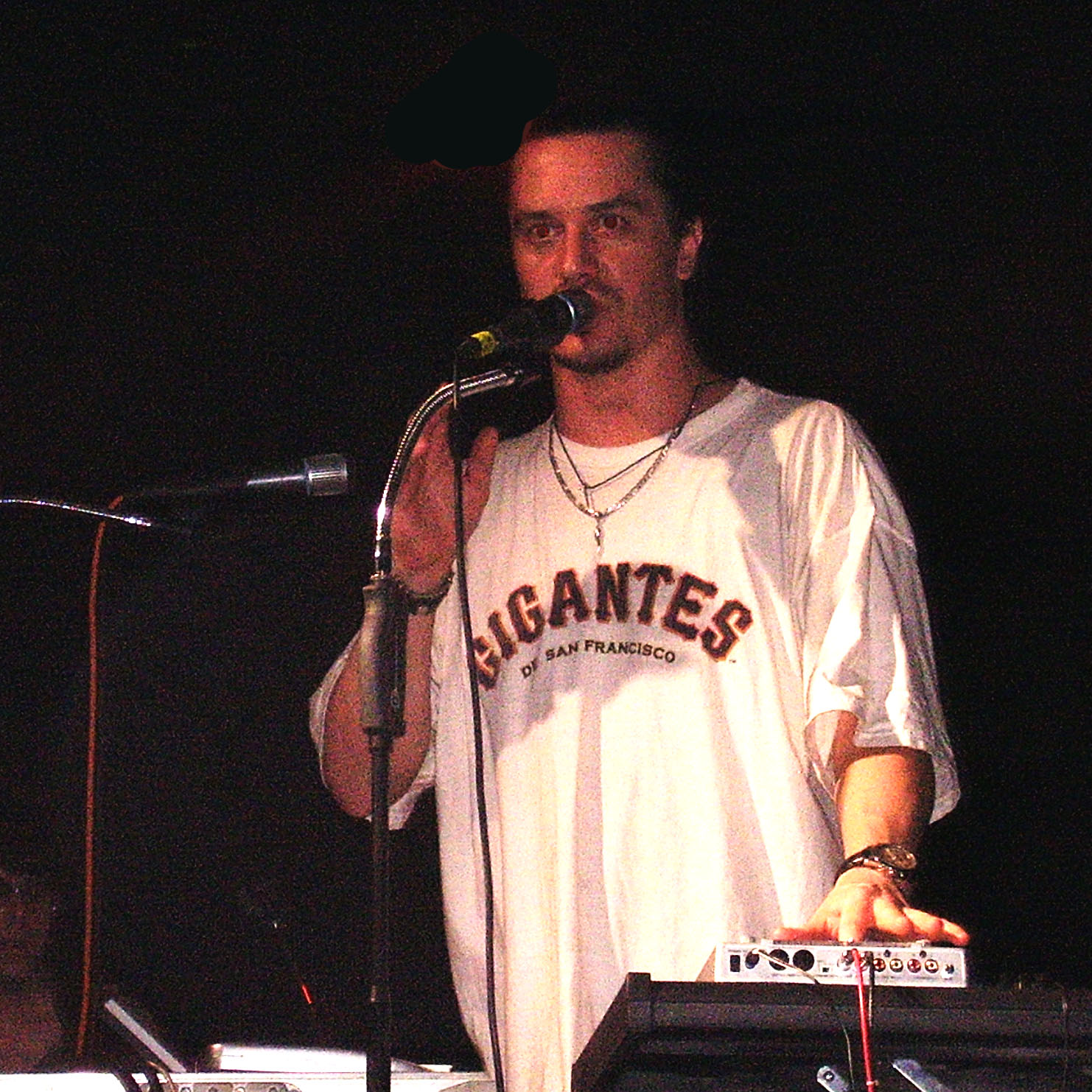
Майк Паттон

Calculating Infinity был выпущен 28 сентября 1999 года на лейблах Relapse Records (в формате CD-дисков) и Hydra Head Records (в формате винил). Альбом был также выпущен годом позже в Японии 5 апреля с бонус-треками «The Mullet Burden», «Sandbox Magician» и «Abe the Cop», которые первоначально были включены во второй мини-альбом группы Under the Running Board в 1998 году.
Для продвижения альбома группа (с временным басистом Джеффом Вудом) гастролировала c американской экспериментальной рок-группой Mr. Bungle, когда получила приглашение от солиста группы — Майка Паттона, помимо прочего The Dillinger Escape Plan участвовала в Warped Tour и играла на разных фестивалях. Ходят слухи, что Паттон был представлен группе после того, как получил альбом, однако гитарист Бен Вейнман уточнил, что Паттон был знаком с группой ещё до этого и был «одним из первых людей, когда-либо слышавших» альбом, чтобы дать обратную связь.
Calculating Infinity был переиздан на виниле вместе с другими альбомами группы — Miss Machine 2004 года и Ire Works 2007 года 27 ноября 2015 года, — впервые за более чем десять лет альбом был выпущен в таком формате. Есть информация, что было продано более чем 100 000 копий альбома по всему миру, что сделало The Dillinger Escape Plan самым продаваемым исполнителем на Relapse Records на тот момент.

## Список композиций
Данные об авторстве каждой композиции не были напечатаны в буклете альбома Calculating Infinity, но их можно узнать из базы данных ASCAP.
| №                   | Название                              | Музыка                         | Длительность |
| ------------------- | ------------------------------------- | ------------------------------ | ------------ |
| 1.                  | «Sugar Coated Sour»                   | Бен Вейнман, Дмитрий Минакакис | 2:24         |
| 2.                  | «43% Burnt»                           | Бен Вейнман                    | 4:31         |
| 3.                  | «Jim Fear»                            | Бен Вейнман                    | 2:22         |
| 4.                  | «*#..»                                | Крис Пенни                     | 2:41         |
| 5.                  | «Destro's Secret»                     | Бен Вейнман, Дмитрий Минакакис | 1:56         |
| 6.                  | «The Running Board»                   | Бен Вейнман, Дмитрий Минакакис | 3:21         |
| 7.                  | «Clip the Apex... Accept Instruction» | Бен Вейнман, Дмитрий Минакакис | 3:29         |
| 8.                  | «Calculating Infinity»                | Бен Вейнман                    | 2:02         |
| 9.                  | «4th Grade Dropout»                   | Бен Вейнман, Дмитрий Минакакис | 3:35         |
| 10.                 | «Weekend Sex Change»                  | Бен Вейнман, Крис Пенни        | 3:11         |
| 11.                 | «Variations on a Cocktail Dress»      | Бен Вейнман, Дмитрий Минакакис | 7:55         |
| Общая длительность: | Общая длительность:                   | Общая длительность:            | 37:27        |

| №                   | Название            | Музыка                         | Длительность |
| ------------------- | ------------------- | ------------------------------ | ------------ |
| 12.                 | «The Mullet Burden» | Бен Вейнман                    | 1:50         |
| 13.                 | «Sandbox Magician»  | Бен Вейнман, Дмитрий Минакакис | 2:31         |
| 14.                 | «Abe the Cop»       | Бен Вейнман, Дмитрий Минакакис | 3:12         |
| Общая длительность: | Общая длительность: | Общая длительность:            | 45:00        |

## Участники записи
Данные об участниках записи были адаптированы из буклета альбома Calculating Infinity.
The Dillinger Escape Plan
- Дмитрий Минакакис — вокал
- Бен Вейнман — гитара, бас-гитара
- Брайан Бенуа — гитара
- Крис Пенни — барабаны, клавишные

Производственный персонал
- Бен Вейнман — продюсер
- Крис Пенни — продюсер
- Стив Эветс — продюсер, звукорежиссёр
- Аарон Харрис — помощник звукорежиссёра
- Джейсон Хеллманн — помощник звукорежиссёра
- Алан Датчес — мастеринг
- Адам Петерсон — графический дизайнер
- Пол Делиа — фотограф
- Скотт Кинкейд — дполонительный фотограф